# Alexi Laiho
Alexi Laiho (nascido Markku Uula Aleksi Laiho; Espoo, 8 de abril de 1979 — Helsinque, 29 de dezembro de 2020) foi um guitarrista, compositor e vocalista finlandês, mais conhecido por ter sido guitarrista, vocalista e membro fundador da banda de death metal melódico Children of Bodom. Ele também foi guitarrista do Sinergy, The Local Band e Kylähullut, já tocou com Thy Serpent e Empaled Nazarene em algumas ocasiões, assim como Warmen e Hypocrisy.
Laiho foi amplamente aclamado por seu trabalho de guitarra. Em 2004 ele foi classificado como o número 96 entre os 100 maiores guitarristas de Heavy Metal de todos os tempos pela Guitar World, a mesma também o classificou como um dos 50 guitarristas mais rápidos do mundo. Além disso, a Roadrunner Records classificou Laiho na 41ª posição entre os 50 maiores cantores de metal de todos os tempos. A revista Total Guitar realizou uma votação pública para determinar o maior guitarrista de metal de todos os tempos; Laiho foi eleito o número 1 entre os 20 guitarristas de metal, com mais de 20% dos votos.

## Carreira
Laiho começou a tocar violino aos sete anos e guitarra aos 11 anos. Sua primeira guitarra foi uma "Tokai Stratocaster".
Em 1993, Laiho formou a banda Children of Bodom juntamente com o baterista Jaska Raatikainen, sob o nome de Inearthed.
Em 2004, Laiho fundou um projeto paralelo chamado Kylähullut, que foi fundado junto com Tonmi Lillman (ex-Sinergy) e Vesa Jokinen 69er (de Klamydia). A banda foi criada apenas para o entretenimento dos músicos e adota uma abordagem despreocupada em suas músicas. A discografia da banda inclui dois EPs e dois álbuns completos.
Em 2008, o Children of Bodom tocou no Metal Hammer Golden Gods Awards. Lá, Laiho também recebeu o prêmio Dimebag de "Melhor Shredder" e tocou uma faixa do álbum da banda de 2008, Blooddrunk.
Laiho aparece no álbum de 2007, Metal, da banda de thrash metal canadense Annihilator, como convidado, fazendo um solo de guitarra para a música "Downright Dominate".
Em 3 de julho de 2012, Children of Bodom anunciou em sua página do Facebook que eles tiveram que cancelar dois shows na europa porque Laiho foi levado ao hospital devido a fortes dores de estômago.
Em dezembro de 2019, Children of Bodom fez seu último show no Black Box, em Helsinque, apelidado de "A Chapter Called Children of Bodom". Isso se seguiu ao anúncio em novembro de que, após esse show, todos os membros da banda, exceto Laiho e o guitarrista Daniel Freyberg, estavam deixando a banda. Após a partida, foi revelado que, por razões legais, Laiho precisaria da permissão de seus ex-companheiros de banda para continuar usando o nome Children of Bodom.
Em março de 2020, Laiho e Freyberg anunciaram sua nova banda, Bodom After Midnight, nomeada com o título da segunda faixa do álbum Follow the Reaper. Marcando então oficialmente o fim do Children of Bodom.

## Vida pessoal e morte
Em fevereiro de 2002, Laiho se casou com Kimberly Goss durante uma cerimônia privada na Finlândia, após namorarem por quatro anos. Em 2004 eles se separaram, mas ainda continuaram amigos íntimos. Por vários anos depois, ele se relacionou com Kristen Mulderig, gerente da banda Slayer, até meados de 2015. Mais tarde naquele mesmo ano, ele começou um relacionamento com Kelli Wright, uma gerente de relações públicas australiana, e ficou noivo em setembro de 2016 e os dois se casaram em dezembro de 2017.  Após a morte de Laiho, foi revelado que ele nunca havia se divorciado legalmente de Goss, portanto, seu casamento com Wright não era legal.
Laiho tinha uma longa história de abuso de álcool; em uma entrevista em 2019, ele falou sobre como as pressões da vida na estrada o afetaram; e mencionou a música "This Road" do álbum Hexed, e disse: "Muitas pessoas pensaram que era sobre alcoolismo, mas é mais sobre ser viciado em estar na estrada. Às vezes parece que depois de 20 anos na estrada, tudo se torna uma espécie de borrão e você não sabe o que diabos está acontecendo". Ele explicou que costumava beber muito, mas que havia reduzido em 2013, não bebendo mais durante as turnês, e mencionou que o primeiro single de Hexed, "Under Grass and Clover", documentava a dor de sua abstinência.
Em 4 de janeiro de 2021, uma postagem na sua página oficial do Facebook afirmava que Laiho havia morrido na semana anterior. Nenhuma causa oficial da morte foi dada, apenas afirmava que Laiho havia falecido em sua casa em Helsinque, devido a "problemas de saúde de longo prazo durante os seus últimos anos". A data da morte foi posteriormente confirmada como 29 de dezembro de 2020. Um funeral privado para Laiho foi realizado em 28 de janeiro de 2021.
Em 5 de março de 2021, Kimberly Goss revelou a verdadeira causa da morte de Laiho em seu Instagram: "degeneração do tecido conjuntivo do fígado e pâncreas induzida pelo álcool". Além disso, uma mistura de analgésicos, opióides e medicamentos para insônia foram encontrados em seu corpo. A causa da morte foi publicada originalmente em finlandês como "maksan rasvarappeutuminen ja haiman sidekudostuminen", em uma tradução mais precisa para o português seria doença hepática gordurosa e fibrose pancreática.

## Discografia

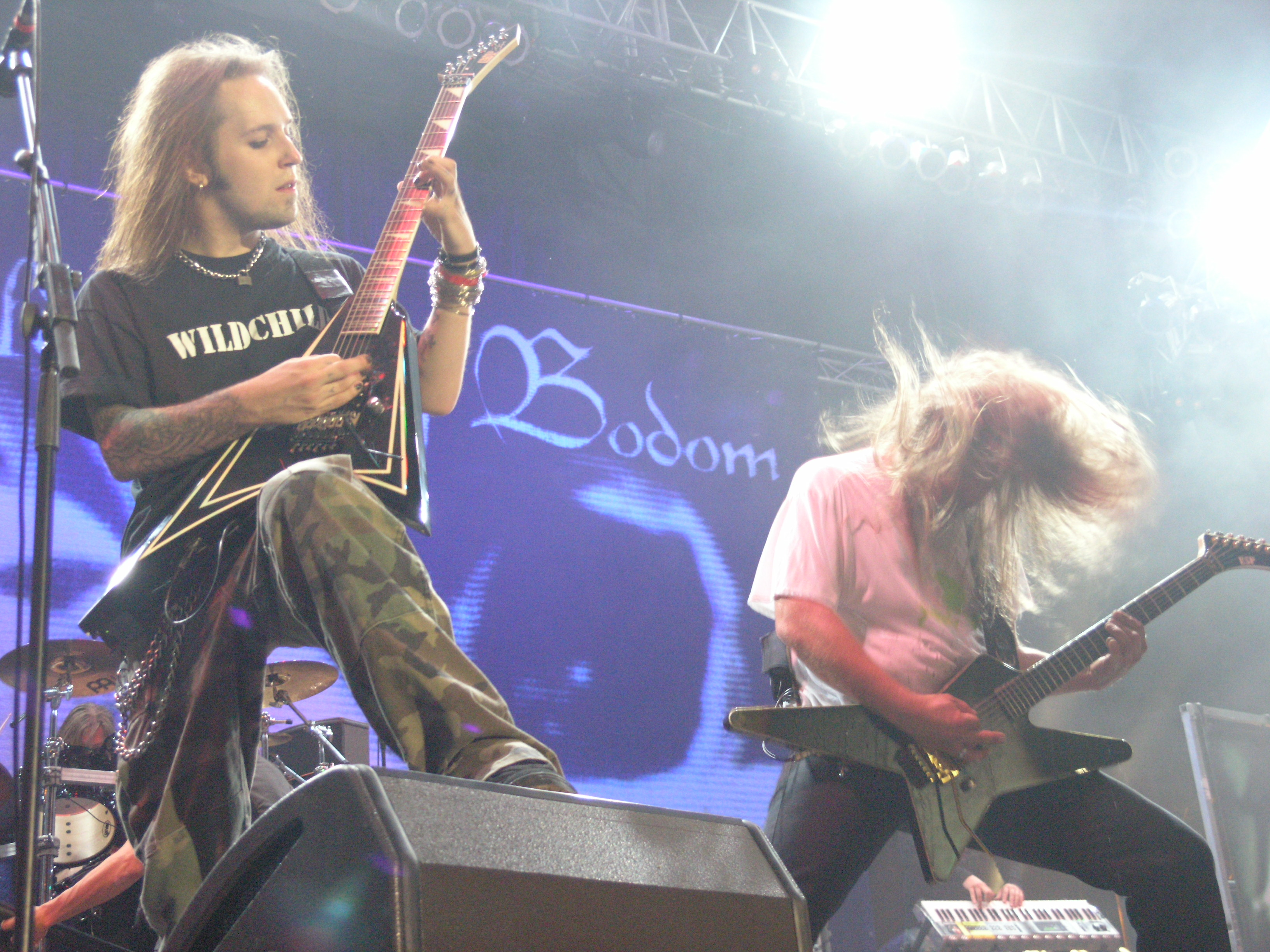
Alexi Laiho se apresentando com Children of Bodom no Masters of Rock 2007.

### Children of Bodom
- 1997 - Something Wild
- 1999 - Hatebreeder
- 2000 - Follow the Reaper
- 2003 - Hate Crew Deathroll
- 2005 - Are You Dead Yet?
- 2008 - Blooddrunk
- 2011 - Relentless Reckless Forever
- 2013 - Halo of Blood
- 2015 - I Worship Chaos
- 2019 - Hexed

### Sinergy
- 1999: Beware the Heavens
- 2000: To Hell and Back
- 2002: Suicide by My Side

### Kylähullut
- 2004: Keisarinleikkaus (EP)
- 2005: Turpa Täynnä
- 2007: Lisää Persettä Rättipäille (EP)
- 2007: Peräaukko Sivistyksessä

### Impaled Nazarene
- 2000: Nihil

### Warmen
- 2005: Accept the Fact
- 2009: Japanese Hospitality
- 2014: First of the Five Elements